# Oligosaharid
Oligosaharid (iz grščine ὀλίγος olígos, "nekaj" in σάκχαρ sácchar, "sladkor") je polimerni ogljikov hidrat, sestavljen iz manjšega števila monomernih enot – monosaharidov (običajno od treh do desetih). Oligosaharidi imajo številne vloge, sodelujejo denimo pri celičnem prepoznavanju in povezovanju. Glikolipidi imajo pomembno vlogo v imunskem odzivu.
Oligosaharidi so pogosto vezani na lipide ali določene aminokisline stranskih verig beljakovin, pri čemer so kemične vezi bodisi N- bodisi O-glikozidne vezi. N-vezani oligosaharidi so vselej pentasaharidi (iz petih monomernih enot), z beta vezjo vezani na aminski dušik stranske verige asparagina. Niso pa vsi oligosaharidi gradniki glikoproteinov in glikolipidov. Nekateri, kot je denimo rafinoza, se pojavljajo v rastlinah kot založni ali transportni ogljikovi hidrati. Drugi (na primer maltodekstrini) so rezultat mikrobne razgradnje večjih polisaharidov, kot sta škrob in celuloza.

## Glikozilacija
V biologiji je glikozilacija proces, pri katerem so ogljikovim hidratom s kovalentnimi vezmi pripete organske molekule, končni produkt pa so strukture, kot so denimo glikoproteini in glikolipidi.

### N-vezani oligosaharidi
N-vezana glikozilacija vključuje vezavo oligosaharidov z beta vezjo na aminski dušik stranske verige asparagina. Pri evkariontih se proces dogaja na membrani endoplazemskega retikla, medtem ko je lokacija N-glikozilacije v prokariontskih celicah na njihovi celični membrani. V obeh primerih je akceptor asparaginski ostanek.

### O-vezani oligosaharidi
Oligosaharidi, ki se vežejo preko kisika, se navadno povezujejo s hidroksilno skupino treonina ali serina. Tovrstna glikozilacija poteka v Golgijevem aparatu. Ponavadi se O-glikozilirajo beljakovine celične površine in zunajcelične beljakovine.

## Glikozilirane biomolekule
Pomembni gradniki številnih glikoproteinov so oligosaharidi, ki ključno vplivajo na nekatere lastnosti glikoproteinskih molekul (denimo topnost, odpornost na proteaze itd.). Glikoproteini so še posebej bistveni kot receptorji na celični površini, celične adhezijske molekule, imunoglobulini in antigeni tumorjev.
Druge bolje poznane glikozilirane biomolekule so glikolipidi, ki so pomembni kot elementi celičnega prepoznavanje, vplivajo pa tudi na funkcioniranje membranskih beljakovin, ki delujejo kot receptorji. Glikolipidi so lipidne molekule, vezane na oligosaharide, ki se pogosto pojavljajo v lipidnem dvosloju. Dodatno lahko služijo kot receptorji za celično prepoznavanje in celično signaliziranje.

## Vloga

### Celično prepoznavanje
Vse celice obdajajo glikoproteini ali glikolipidi (običajno oboji), ki omogočajo prepoznavanje celičnega tipa.
Dobro poznan primer oligosaharidov, ki sodelujejo v celičnem prepoznavanju, so glikolipidi, ki določajo krvne skupine. Različne krvne skupine se med seboj razlikujejo po molekulah, pripetih na površino krvnih celic. Oligosaharidi, ki so del antigenov A, B in H, se pojavljajo na nereducirajočih koncih oligosaharidov. Antigen H (ki predstavlja krvno skupino 0) je prekurzor za izgradnjo antigenov A in B.

### Celična adhezija
Mnoge celice so zmožne proizvodnje specifičnih beljakovin, ki vežejo ogljikove hidrate in so poznane pod imenom lektini, odgovorne pa so za celično adhezijo. Selektini, družina lektinov, se vključujejo v določene procese celične adhezije, vključujoč povezovanje levkocitov na endotelijske celice.

## Prehranski oligosaharidi
Fruktooligosaharidi (FOS), ki se pojavljajo v zelenjavi, so kratke verige fruktoznih molekul. Od fruktanov, denimo inulina, se razlikujejo po precej manjši ravni polimerizacije (fruktani so namreč polisaharidi). Oboji so topne prehranske vlaknine. Galaktooligosaharidi (GOS), ki se prav tako pojavljajo v naravi, so kratke verige galaktoznih molekul. Tudi v človeškem mleku so vsebovani oligosaharidi, ki so derivati laktoze. So ključni pri razvijanju črevesne flore novorojenčkov. Človeški prebavni sistem ni zmožen njihovega presnavljanja, zatorej preidejo tanko črevo in se ustavijo v debelem črevesu, kjer vzpodbudijo rast bakterij rodu Bifidobacteria, ki pripomorejo k normalnemu delovanju črevesja. Oligosaharidi manana (MOS) se pogosto uporabljajo v živalski prehrani za izboljševanje zdravja gastrointestinalnega sistema. Običajno izvirajo iz celičnih sten pivskih kvasovk (Saccharomyces cerevisiae).